# Gora Zubova
Gora Zubova (englische Transkription von russisch Гора Зубова Gora Subowa, deutsch ‚Subow-Berg‘) ist ein Berg im ostantarktischen Mac-Robertson-Land. In den Prince Charles Mountains ragt er 5 km südöstlich des Mount Kirkby in der Porthos Range auf.
Russische Wissenschaftler benannten ihn nach dem sowjetischen Ozeanographen Nikolai Nikolajewitsch Subow (1885–1960), der zahlreiche Schriften über das Meereis in der Arktis verfasste.